# InterLiga 2004
InterLiga 2004 – pierwszy cykl rozgrywek pomiędzy ośmioma meksykańskimi zespołami o awans do Copa Libertadores – InterLigi.

## Stadiony
| Miasto      | Stadion                | Pojemność |
| ----------- | ---------------------- | --------- |
| Carson      | Home Depot Center      | 27,000    |
| Dallas      | Cotton Bowl            | 76,000    |
| Guadalajara | Estadio Jalisco        | 60,000    |
| Houston     | Robertson Stadium      | 32,000    |
| m. Meksyk   | Estadio Azteca         | 114,600   |
| San Jose    | Spartan Stadium        | 30,578    |
| Stockton    | Stagg Memorial Stadium | 28,000    |

## Faza grupowa

### Grupa A
| Zespół        | Pkt. | M | Z | R | P | B+ | B- | +/- |
| ------------- | ---- | - | - | - | - | -- | -- | --- |
| Santos Laguna | 6    | 3 | 2 | 0 | 1 | 6  | 5  | +1  |
| Morelia       | 6    | 3 | 2 | 0 | 1 | 5  | 4  | +1  |
| Toluca        | 6    | 3 | 2 | 0 | 1 | 4  | 3  | +1  |
| Guadalajara   | 0    | 3 | 0 | 0 | 3 | 3  | 6  | -3  |

| 4 stycznia 2004 17:30 EDT | Toluca · José Manuel Abundis 56' | 1:0(0:0) | Morelia | Stagg Memorial Stadium, Stockton Sędzia: Ricardo Valenzuela |
|                           |                                  |          |         |                                                             |

| 4 stycznia 2004 20:00 EDT | Guadalajara · Omar Bravo 1' | 1:2(1:1) | Santos Laguna · Jared Borgetti 3', 54' | Home Depot Center, Carson Widzów: 27,000 Sędzia: Stewart Scott |
|                           |                             |          |                                        |                                                                |

| 9 stycznia 2004 20:00 EDT | Morelia · Carlos Pavón 26', 50' · Damián Álvarez 69' | 3:2(1:1) | Santos Laguna · Matías Vuoso 39' · Jared Borgetti 60' (k.) | Robertson Stadium, Houston |
|                           |                                                      |          |                                                            |                            |

| 9 stycznia 2004 22:30 EDT | Guadalajara · Adolfo Bautista 84' | 1:2(0:2) | Toluca · Uzziel Lozano 20' · Miguel Zepeda 33' | Robertson Stadium, Houston Sędzia: Michael Kennedy |
|                           |                                   |          |                                                |                                                    |

| 11 stycznia 2004 18:30 EDT | Guadalajara · Omar Bravo 15' | 1:2(1:2) | Morelia · Damián Álvarez 29' · Carlos Pavón 39' | Cotton Bowl, Dallas Sędzia: Alex Prus |
|                            |                              |          |                                                 |                                       |

| 11 stycznia 2004 21:30 EDT | Toluca · Miguel Zepeda 6' | 1:2(1:0) | Santos Laguna · Johan Rodríguez 57' · Rodrigo Ruiz 63' | Cotton Bowl, Dallas Sędzia: Kevin Terry |
|                            |                           |          |                                                        |                                         |

### Grupa B
| Zespół       | Pkt. | M | Z | R | P | B+ | B- | +/- |
| ------------ | ---- | - | - | - | - | -- | -- | --- |
| Atlas        | 7    | 3 | 2 | 1 | 0 | 8  | 3  | +5  |
| Club América | 5    | 3 | 1 | 2 | 0 | 6  | 5  | +1  |
| Tigres UANL  | 4    | 3 | 1 | 1 | 1 | 4  | 5  | -1  |
| Atlante      | 0    | 3 | 0 | 0 | 3 | 5  | 10 | -5  |

| 4 stycznia 2004 15:00 EDT | Tigres UANL | 0:2(0:1) | Atlas · Jaime Durán 39' · Manuel Pérez Flores 78' | Stagg Memorial Stadium, Stockton Sędzia: Ali Saheli |
|                           |             |          |                                                   |                                                     |

| 4 stycznia 2004 22:30 EDT | Club América · Reinaldo Navia 37', 52' · Ariel González 81' | 3:2(1:1) | Atlante · Aarón Padilla 21' · Sebastián González 69' | Home Depot Center, Carson Widzów: 27,000 Sędzia: Michael Kennedy |
|                           |                                                             |          |                                                      |                                                                  |

| 6 stycznia 2004 22:00 EDT | Club América · Cuauhtémoc Blanco 76', 85' | 2:2(0:1) | Atlas · Carlos María Morales 1', 65' | Spartan Stadium, San Jose Sędzia: Ricardo Valenzuela |
|                           |                                           |          |                                      |                                                      |

| 7 stycznia 2004 00:30 EDT | Atlante · Fernando Martel 11' · Sebastián González 89' | 2:3(1:1) | Tigres UANL · José Luís González 29' (sam.) · Aldo de Nigris 49' · José Mendoza 54' | Spartan Stadium, San Jose Sędzia: Alex Cruz |
|                           |                                                        |          |                                                                                     |                                             |

| 11 stycznia 2004 14:00 EDT | Atlante · Victor Pacheco 35' | 1:4(1:3) | Atlas · Manuel Pérez Flores 10', 38', 53' · Daniel Herrera 32' | Reliant Stadium, Houston Sędzia: Terry Vaughn |
|                            |                              |          |                                                                |                                               |

| 11 stycznia 2004 16:30 EDT | Club América · Frankie Oviedo 11' | 1:1(1:1) | Tigres UANL · Jesús Palacios 27' | Reliant Stadium, Houston Sędzia: Michael Kennedy |
|                            |                                   |          |                                  |                                                  |

## Finały
| 14 stycznia 2004 21:00 EDT                                                           | Santos Laguna · Jared Borgetti 23' · Rodrigo Ruiz 39' | 2:2 k. 4:3(2:1)                                                                                       | Atlas · Carlos María Morales 23' · Johan Rodríguez 62' | Home Depot Center, Carson Sędzia: Kevin Stott |
|                                                                                      |                                                       | |                                                        |                                               |
|                                                                                      |                                                       | Rzuty karne                                                                                           |                                                        |                                               |
| Jared Borgetti · Rodrigo Ruiz · Sixto Peralta · Carlos Cariño · José Antonio Noriega |                                                       | Manuel Pérez Flores · Fernando Salazar · Daniel Herrera · Julio César Pinheiro · Carlos María Morales |                                                        |                                               |

| 14 stycznia 2004 23:30 EDT | Morelia · Roberto Palacios 80' | 1:3(0:2) | Club América · Ariel González 23' · Reinaldo Navia 31' · Cuauhtémoc Blanco 80' | Home Depot Center, Carson Sędzia: Alex Prus |
|                            |                                |          |                                                                                |                                             |

## Dwumecz o drugie miejsce
| 21 stycznia 2004 EDT | Club América · Reinaldo Navia 65', 74' | 2:1(0:1) | Atlas · Carlos María Morales 10' | Estadio Azteca, m. Meksyk Sędzia: Jorge Gasso |
|                      |                                        |          |                                  |                                               |

| 28 stycznia 2004 EDT | Atlas · Carlos María Morales 16' | 1:2(1:1) | Club América · Álvaro Ortiz 42' · Cuauhtémoc Blanco 90' | Estadio Jalisco, Guadalajara Sędzia: Gilberto Alcala |
|                      |                                  |          |                                                         |                                                      |

## Strzelcy
- 6 goli
  -  Reinaldo Navia (Club América)
- 5 goli
  -  Carlos María Morales (Atlas)
- 4 gole
  -  Jared Borgetti (Santos Laguna)
  -  Manuel Pérez Flores (Atlas)
  -  Sebastián González (Atlante)
- 3 gole
  -  Carlos Pavón (Morelia)
  -  Cuauhtémoc Blanco (Club América)